# Tore Eikeland
Tore Eikeland (18. května 1990, Osterøy, Norsko – 22. července 2011, Utøya) byl norský politik a předseda mládežnické sekce (Arbeidernes Ungdomsfylking, AUF) norské Dělnické strany v regionu Hordaland.

## Život
O politiku se zajímal od svých čtrnácti let. Jeho politického talentu si cenil norský premiér Jens Stoltenberg. Eikeland byl kandidátem do regionálního sněmu za norské sociální demokraty. Jeho vystoupení na národním kongresu strany vyvolalo bouřlivý aplaus. Jeden den v týdnu pracoval jako učitel ve vzdělávacích kurzech pro dospělé. Věnoval se rovněž fotbalu, působil jako hráč a rozhodčí v týmu Valestrand Hjellvik a byl velkým fanouškem týmu Newcastle United.
Byl zastřelen 22. července 2011 během útoků na ostrově Utøya. 24. července 2011 ho při bohoslužbě za oběti útoků v katedrále v Oslu zmínil premiér Stoltenberg: "Jedním z těch, kteří odešli, byl Tore Eikeland. Eikeland byl předsedou dělnické mládeže v Bergenu a jedním z nejtalentovanějších mladých politiků. Pamatuji si, jak na národním kongresu Norské dělnické strany vyvolal ovace posluchačů svým příspěvkem proti eurounijní poštovní směrnici - a vyhrál. Teď je mrtev. Odešel navždy. Je to k nevíře." 